# Neohaemonia melsheimeri
Neohaemonia melsheimeri är en skalbaggsart som först beskrevs av Lacordaire 1845.  Neohaemonia melsheimeri ingår i släktet Neohaemonia och familjen bladbaggar. Inga underarter finns listade i Catalogue of Life.